# Messias Góis
Manuel Messias Góis ComMM (Ribeirópolis, 20 de abril de 1941) é um político brasileiro. Filho  de Maria Bezerra Góis e Alfredo José de Góis. Exerceu o mandato de deputado federal constituinte entre 1987 e 1991, pelo Partido Frente Liberal.
Messias Góis passou pela União Democrática Nacional, depois pela Aliança Renovadora Nacional, durante o período do regime militar brasileiro. Com o fim do bipartidarismo no país, associou-se ao Partido Democrático Social, e posteriormente foi filiado ao Partido Frente Liberal.
Cursou direito na Universidade Federal de Sergipe em 1969 e ocupou a prefeitura de Aracaju entre julho e agosto do mesmo ano, nomeado por Lourival Baptista, então governador do estado. No ano seguinte, tornou-se secretário-geral do Tribunal de Contas de Sergipe, aonde trabalhou até 1974. Já em 1977, retornou à prefeitura da capital de Sergipe por um mês, dessa vez por nomeação do então governador José Rollemberg Leite.

## Carreira Política
Em 1978, foi eleito deputado estadual pela Aliança Renovadora Nacional (ARENA) mas com o fim do bipartidarismo no ano seguinte, entrou para o Partido Democrático Social, e foi reeleito em 1982.
Como deputado federal, participou da Assembleia Nacional Constituinte (ANC) de 1987, atuando como titular da Subcomissão do Sistema Financeiro, da Comissão do Sistema Tributário, Orçamento e Finanças e suplente da Subcomissão do Poder Judiciário e do Ministério Público, da Comissão da Organização dos Poderes e Sistema de Governo. Filiou-se, então, ao Partido Frente Liberal.
Entre as ideias que particularmente era a favor durante a Constituinte estava a aprovação da pena de morte, da pluralidade sindical, do presidencialismo, de um sistema financeiro estatal e de mandatos com duração de cinco anos para o Presidente. Das pauta que pronunciou-se contra estavam a permissão do voto a partir dos 16 anos, a limitação dos encargos da dívida externa e a estabilidade nos emprego. Após a promulgação da nova Constituição, passou a exercer seu mandato comum e as funções de suplente da Comissão de Relações Exteriores e titular das comissões de Redação e de Constituição e Justiça.
Em outubro de 1990, foi reeleito e empossado no ano seguinte para a legislatura de 1991-1995. Entre as matérias discutidas nesse período, foi favor da criação do Fundo Social de Emergência (FSE), do fim do voto obrigatório, da mudança em relação a termo empresa nacional e da criação do Imposto Provisório sobre Movimentação Financeira (IPMF). Em agosto de 1991, como deputado federal, Mesisas foi admitido pelo presidente Fernando Collor à Ordem do Mérito Militar no grau de Comendador especial.
Em 1991, Góis foi relator da Lei de Diretrizes Orçamentárias (LDO), que estabelece os critérios para a elaboração do orçamento  e prioridades para o ano seguinte.Em 1992, foi presidente  da Comissão Mista de Orçamento.
No pleito de outubro de 1994, concorreu mais um mandato no PFL, porém alcançou apenas uma vaga de suplente. Nesse período,  a cadeira do deputado Wilson Cunha, do Partido Trabalhista Brasileiro (PTB) por duas vezes: entre  os meses de novembro de 1997 e abril de 1998, e novamente entre o último mês e agosto de 1998.
Nas eleições de 1998, disputou  mais uma vez  uma cadeira no Congresso Nacional, novamente pela legenda do PFL, mas não obteve êxito